# Cinderella baby
Cinderella baby is een single van de Duitse zanger Drafi Deutscher.

## Hitnotering
| Cinderella baby    | Cinderella baby       | Cinderella baby | Cinderella baby | Cinderella baby | Cinderella baby | Cinderella baby | Cinderella baby | Cinderella baby  |
| Hitlijst           | Datum van binnenkomst | Week:           | 1               | 2               | 3               | 4               | 5               | Laatste notering |
| ------------------ | --------------------- | --------------- | --------------- | --------------- | --------------- | --------------- | --------------- | ---------------- |
| Nederlandse Top 40 | 13-02-1965            | Positie:        | 36              | 39              | 35              | 35              | 37              | 13-03-1965       |